# Distretto di Qarǧaly
Il distretto di Qarǧaly (in kazako: Қарғалы ауданы) è un distretto (audan) del Kazakistan con  capoluogo Badamša.